# 소울엔진
소울엔진(영어: Soul N' Gene)은 2004년에 데뷔한 대한민국의 록 밴드이며, 대표곡으로는 "아름다운 너"가 있다. 그러나 현재는 일부 멤버들이 줄줄이 탈퇴하고 한 명의 멤버만 남아 사실상 해체되었다.

## 앨범

### 정규 앨범
- Soul N' Gene

발매일 : 2004년 11월 5일
- 신시(新時)

발매일 : 2006년 5월 11일

### 싱글 앨범
- 단테의 연가(戀歌)

발매일 : 2006년 3월 31일
- 샹들리에

발매일 : 2017년 8월 7일

### 미니 앨범
- 사랑하려해

발매일 : 2015년 8월 28일